# Еленово (област Търговище)
Вижте пояснителната страница за други значения на Еленово.
Елѐново е село в Североизточна България. То се намира в община Попово, област Търговище.

## География
Селото е разположено сред хълмиста местност, като по-голямата му част е на южния склон. Намира се на 18 km североизточно от град Попово и на 19 km югозападно от град Разград, на около 205 m надморска височина. През селото тече приток на Малки (Садински) Лом. Землището на селото граничи със землищата на селата Тръстика, Миладиновци, Маково, Кръшно, Дриново и Ломци. Свързано с асфалтирани шосета с Попово, Дриново, Разград, Тръстика, Ломци, а до Маково и Миладиновци водят черни пътища. Образувано е от две махали: Старата и Новата, разделени от един баир.

## Кратка историческа справка
За пръв път старото име на селото е зарегистрирано в османо-турски данъчен документ от 1524 г. като Филибеллер. В близост до него е съществувало още едно по-малко село със същото име – Филибеллер-и кючюк. Старото село се е намирало в местността Кюлюка, където до 1883 г. личали останките на джамия. Според предание основателят на селото е бил турчин от Пловдив (Филибе) и на него е било „кръстено“ новопоявилото се село. Западно от днешното село също се откриват останки от поселение от времето на османското владичество.
Около 1573 г. селото е било част от кааза Провадия, а около 1863 г. то е наброявало около 50 турски къщи с джамия и е поддържало няколко стаи, служещи за обществено ползване и за властта. През 1865 г. в селото са заселени 5 къщи татари и 10 къщи черкези. В селото имало турско училище (мектеб), в което децата се учили на четене, изучавайки корана.
Непосредствено преди Освобождението в Еленово е имало 120 турски къщи и само една българска – на селския ковач Стоян Иванов. Сражения около селото през 1877 г. не са се водили.
Изселването на турците и появата на български заселници става в периода 1883 – 1885 г. Всички заселници били от селата и колибите на Еленския Балкан – от Багалевци, Буйновци, Велковци, Ганевци, Градевци, Гущери, Добревци, Дрента, Киревци, Новачкини, Пашовци, Султани, Тодювци, Хъневци, Шейтани, Шоевци и др. Един род дошъл село Копчелиите, Габровско. В края на 1900 г. в селото живеели вече 553 българи и само 45 турци. Основното занятие на новите заселници било градинарството, което до 1920 г. те сезонно практикували в Русия, Австрия, Румъния и тогавашна Югославия.
По време на войните за национално обединение (1912 – 1918) г. от селото загиват 12 войници по фронтовете с тогавашните врагове на Царство България.
Първото българско училище в селото, получило по-късно името „Св. св. Кирил и Методий“, е открито през 1886 г. и е функционирало като начално училище до 2006 г. Първоначално в него се е помещавал и селският параклис „Въведение Пресветая Богородици“ до построяването на църковния храм през 1906 – 1907 г.
На 14 август 1934 г. селото е преименувано от Фюлбелер на Еленово, в памет на новите му заселници след Освобождението, дошли от района на град Елена.
По-големите български родове в селото били: Багальовчани, Байрамите, Бълчерите, Градевите, Николчовци, Новачкиновци, Пашовци, Пармъклиите, Цигуларите и др.
Днес в селото съвместно живеят българи, турци, помаци и роми, като за един кратък период в селото се заселват и бесарабски българи, които обаче вече са го напуснали, поради липсата на препитание.
И до днес основният поминък на жителите на селото остава земеделието и животновъдството.

## Религии
- Християнска (източноправославна) - черквата „Въведение Богородично“ е построена през 1907 година[2]. Селото е част от Поповска духовна околия на Русенска епархия на Българската православна църква.
- Мюсюлманска;

## Обществени институции
- Кметство;
- Народно читалище „Постоянство“;
- Църковно настоятелство;
- Джамийско настоятелство;
- Целодневна детска градина;

## Културни и природни забележителности
- В землището на селото се намират частично запазени останки от най-древни времена – надгробни могили, праисторическа селищна могила в местността Соуджак и др.
- В землището на селото в близкото минало се е намирал един от най-големите резервати в района за едри диви бозайници с хубава хижа, наричан още от местното население „резиденцията на Пенчо Кубадински“, сега стопанисван от ДДС „Черни Лом“. Чудесно място за ловен туризъм.
- Църковен храм „Св. Въведение Богородично“, построен от камъни и тухли;
- Дивечовъден участък от ДДС „Черни Лом“ град Попово за отстрелване на едър дивеч – елени и диви свине.

## Редовни събития
- Събор на селото – провежда се всяка година на 24 май.